# Rio Cracăul Alb
O Rio Cracăul Alb é um rio da Romênia, afluente do Cracău, localizado no distrito de Neamţ.